# Saint-Pryvé Saint-Hilaire Football Club
Saint-Pryvé Saint-Hilaire Football Club é um clube de futebol francês, sediado em Saint-Pryvé-Saint-Mesmin. 
Fundado em maio de 2000 após a fusão entre o US Saint-Hilaire e o Saint-Pryvé CFC. Utiliza o Stade du Grand Clos, que possui capacidade para receber 1.800 torcedores, para mandar seus jogos.
A equipe protagonizou uma das maiores surpresas da história da Copa da França na edição 2019–20, ao eliminar o tradicional Toulouse na fase de 64-avos de final por 1 a 0, gol de Carnejy Antoine. Este resultado provocou a demissão do técnico do TFC, Antoine Kombouaré, após a partida. 

## Títulos
- DH Centre: 1 (2004–2005)
- CFA 2: 1 (2016–2017)

## Links
- Site oficial (em francês)